# Maximilian von Bornstedt
Maximilian von Bornstedt (* 6. August 1709 in Lochow, im Kreis Crossen; † 11. August 1759 in Groß Glogau) war ein preußischer Major und Ritter des Orden Pour le Mérite.

## Leben

### Familie
Maximilian war Angehöriger des neumärkischen Adelsgeschlechts von Bornstedt. Er war ein Sohn des preußischen Kornett und Erbherrn auf Ostro und Lochow Friedrich Wilhelm von Bornstedt. Maximilian vermählte sich 1748 mit Friederike Christiane (von) Drachstädt, Tochter des Regierungsrates in Magdeburg Friedrich Gottlieb Drachstädt (1695–1732). Aus der Ehe gingen vier Söhne und zwei Töchter hervor.

### Werdegang
Bornstedt wurde am 16. Juni 1724 Kadett und trat am 6. Oktober 1726 in das Regiment „Alt-Anhalt“ ein, wo er am 30. Juni 1731 Fähnrich wurde. Er avancierte am 13. Mai 1735 zum Sekondeleutnant und am 7. August 1740 zum Premierleutnant. Am 12. Februar 1744 erhielt er im Regiment „Röder“ eine Grenadierkompanie, wechselte jedoch im Tausch mit Kapitän Heinrich Sigismund von der Heyde zurück in sein altes Regiment. Als Kapitän im Grenadierbataillon „Kleist“ erhielt er im Oktober 1756 den Orden Pour le Mérite. 1757, inzwischen zum Major aufgestiegen, erhielt er ein Grenadierbataillon, dieses war aus je zwei Kompanien des Regiments „Prinz Friedrich Wilhelm“ und des Regiments „Wylich“ zusammengesetzt. Schon am 10. November 1757 erhielt Bornstedt ein anderes Grenadierbataillon, welches aus ebenfalls je zwei Kompanien, jedoch der Regimenter „Itzenplitz“ und „Meyering“ zusammengesetzt war. 
Bornstedt hatte sich in allen Schlesischen Kriegen ausgezeichnet. Er nahm an den Schlachten von Mollwitz, Hohenfriedberg, Soor, Lowositz (verwundet), Roßbach und Hochkirch teil. Vor Kay erhielt er einen Schuss in die Lende, an dem er wenige Tage später verstarb.